# Perdono
Perdono (italienisch für ‚Entschuldigung‘) ist ein Lied von Tiziano Ferro. Es wurde 2001 als Single von seinem Debütalbum Rosso relativo veröffentlicht. Neben Ferro waren Alberto Salerno, Mara Maionchi für Text und Komposition verantwortlich. In dem Lied beschreibt er eine damalige Liebe.

## Kommerzieller Erfolg

### Chartplatzierungen
| ChartsChartplatzierungen | Höchstplatzierung | Wochen |
| ------------------------ | ----------------- | ------ |
| Deutschland (GfK)        | 2 (24 Wo.)        | 24     |
| Italien (FIMI)           | 1 (25 Wo.)        | 25     |
| Österreich (Ö3)          | 2 (22 Wo.)        | 22     |
| Schweiz (IFPI)           | 4 (61 Wo.)        | 61     |
| Spanien (Promusicae)     | 4 (9 Wo.)         | 9      |

| ChartsJahrescharts (2002) | Platzierung |
| ------------------------- | ----------- |
| Deutschland (GfK)         | 7           |
| Italien (FIMI)            | 2           |
| Österreich (Ö3)           | 28          |
| Schweiz (IFPI)            | 7           |

### Auszeichnungen für Musikverkäufe
| Land/Region        | Auszeichnungen für Musikverkäufe (Land/Region, Auszeichnung, Verkäufe) | Verkäufe |
| ------------------ | ---------------------------------------------------------------------- | -------- |
| Belgien (BRMA)     | Platin                                                                 | 50.000   |
| Deutschland (BVMI) | Gold                                                                   | 250.000  |
| Frankreich (SNEP)  | Gold                                                                   | 250.000  |
| Italien (FIMI)     | Gold                                                                   | 50.000   |
| Schweiz (IFPI)     | Gold                                                                   | 20.000   |
| Insgesamt          | 4× Gold · 1× Platin ·                                                  | 620.000  |